# Mena (huyện)
Huyện Mena (tiếng Ukraina: Менський район, chuyển tự: Menas’kyi raion) là một huyện của tỉnh Chernihiv thuộc Ukraina. Huyện Mena có diện tích 1377 kilômét vuông, dân số theo điều tra dân số ngày 5 tháng 12 năm 2001 là 45592 người với mật độ 33 người/km2. Trung tâm huyện nằm ở Mena.